# Sepno (powiat grodziski)
Sepno – wieś w Polsce położona w województwie wielkopolskim, w powiecie grodziskim, w gminie Kamieniec.
W okresie Wielkiego Księstwa Poznańskiego (1815-1848) wzmiankowane są dwie miejscowości: Sepno I oraz Sepno II. Obie leżały w okręgu  czempińskim ówczesnego pruskiego powiatu Kosten rejencji poznańskiej. Sepno I stanowiło odrębny majątek, którego właścicielem był wówczas (1846) Skórzewski. Z kolei Sepno II stanowiło majątek, którego właścicielem był wówczas Biegański. 
W latach 1975–1998 miejscowość administracyjnie należała do województwa poznańskiego.

## Sport
W Sepnie znajduje się boisko do piłki nożnej. W 2009 roku powstał KS Sepno, który brał udział w Wiejskiej Lidze Gminy Kościan.
W 2015 roku założony został zespół LZS Orlik Sepno, który występował w b-klasie WZPN do 2022 roku.

## Demografia
Według spisu urzędowego z 1837 roku Sepno I liczyło 170 mieszkańców, którzy zamieszkiwali 16 dymów (domostw), natomiast Sepno II liczyło 90 mieszkańców (w 13 domach).
Liczba mieszkańców miejscowości w poszczególnych latach:
| Rok  | Liczba mieszkańców       |
| ---- | ------------------------ |
| 1837 | 260 (Sepno I + Sepno II) |
| 1998 | 480                      |
| 2002 | 481                      |
| 2006 | 492                      |
| 2009 | 473                      |
| 2011 | 464                      |
| 2021 | 380                      |